# Coeducación en Kuwait
La coeducación en Kuwait ha sido un asunto contencioso desde que los islamistas obtuvieron un poder leve en el parlamento en 1996. Aun así, el gobierno se ha opuesto a la prohibición y no adopta la prohibición, así que algunas universidades están todavía seguras en el ámbito de la coeducación.
En 2008, MP Ali Al-Rashid propuso un proyecto de ley que revertiría la prohibición de la coeducación a los 12 años. En el tema, Al-Rashid dijo: la Universidad de Kuwait fue establecida en la década de 1960 como una universidad coeducacional. La segregación de los estudiantes solamente se produjo en 1996. Si tenemos que volver al origen de cosas, la Universidad de Kuwait facilitó la instauración de la coeducación. La religión es clara sobre este tema. Según Al-Rashid, oficiales y profesores universitarios se han quejado, y ha sido difícil y costoso enseñar a los estudiantes de ambos sexos por separado.
En 2013, el comité legal y legislativo del parlamento kuwaití aprobó una propuesta que revierte la prohibición en absoluto en las universidades públicas y privadas en el país.
En 2015, las leyes relativas a la segregación en las universidades fueron anuladas sobre la base de la aplicación indebida. En la ley original solamente se declaró la vestimenta del estudiante, el comportamiento y las actividades serán de acuerdo con los valores islámicos.